# Капанци
Капанците са етнографска група българи, живеещи в Североизточна България – Разградска и Търговищка област. Капанци са жителите на селата Дряновец, Осенец, Садина, Паламарца, Гецово, Топчии, Кривня, Каменово, Ушинци, Желязковец, Люблен, Доброшката махала на Разград и на градовете Сеново, Цар Калоян, Опака, части от Попово и др. Към тях се причисляват и т.н. гребенци (наричани и елийци т.е. кореняци) в силистренските и тутракански села и отвъд Дунава: Попина, Ветрен, Сребърна, Айдемир, Калипетрово, Малка Кайнарджа, Гарван, Ходжакьой (дн. Нова Попина), Кадъкьой (дн. Ведрина), Спанцов, Сарсъилар, Старо село (Старсмил), Белица, Денизлер, Брешлен и Алмали.

## Произход
Някои историци смятат, че капанците са потомци на българизирани кумани. Според тази теория названието произхожда от „кипчак“, както вероятно е звучало самоназванието на куманските групи племена. Най-значителни са куманските поселения в Мизия. Според друга хипотеза капанците са от печенежки произход и са българизирани потомци на заселеното в Паристриона печенегско племе „хопон“.

## Носия
Традиционното капанско облекло е изработено от памук, вълна и коноп. Капанските шевици, изпълнени в тъмни цветове – червено и черно изобразяват растения, птици, хора и покъщнина. Характерна в женското облекло е дългата риза капанка с шевица на капки. Носията е двупрестилчена. Мъжкият костюм е чернодрешен, ризата е с широка пазвена шевица.